# Utjeha filozofije
Utjeha filozofije (O utjesi filozofije; lat: De consolatione philosophiae), filozofsko je djelo koje je napisao rimski kasnoantički političar i filozof Boecije. Jedno je od najutjecajnijih filozofskih tekstova u srednjovjekovnoj i renesansnoj Europi. Zadnjim je velikim djelom antičke filozofije.
Boecije ga je napisao dok je bio zatočen na imanju Ager Calventianus. U djelu zaključuje da je filozofija jedina vrijedna za čovjeka i njegov odnos prema životu, iako samo vrijeme u kome on živi to negira. U Utjesi filozofije je uveo pojam kola sreće.
De philosophiae consolatione je dostupna u elektronskom obliku na Wikizvoru na latinskom jeziku.